# 对叶兰
对叶兰（学名：Neottia puberula），为兰科鸟巢兰属下的一个植物种。